# International Linear Collider
Pour les articles homonymes, voir ILC.

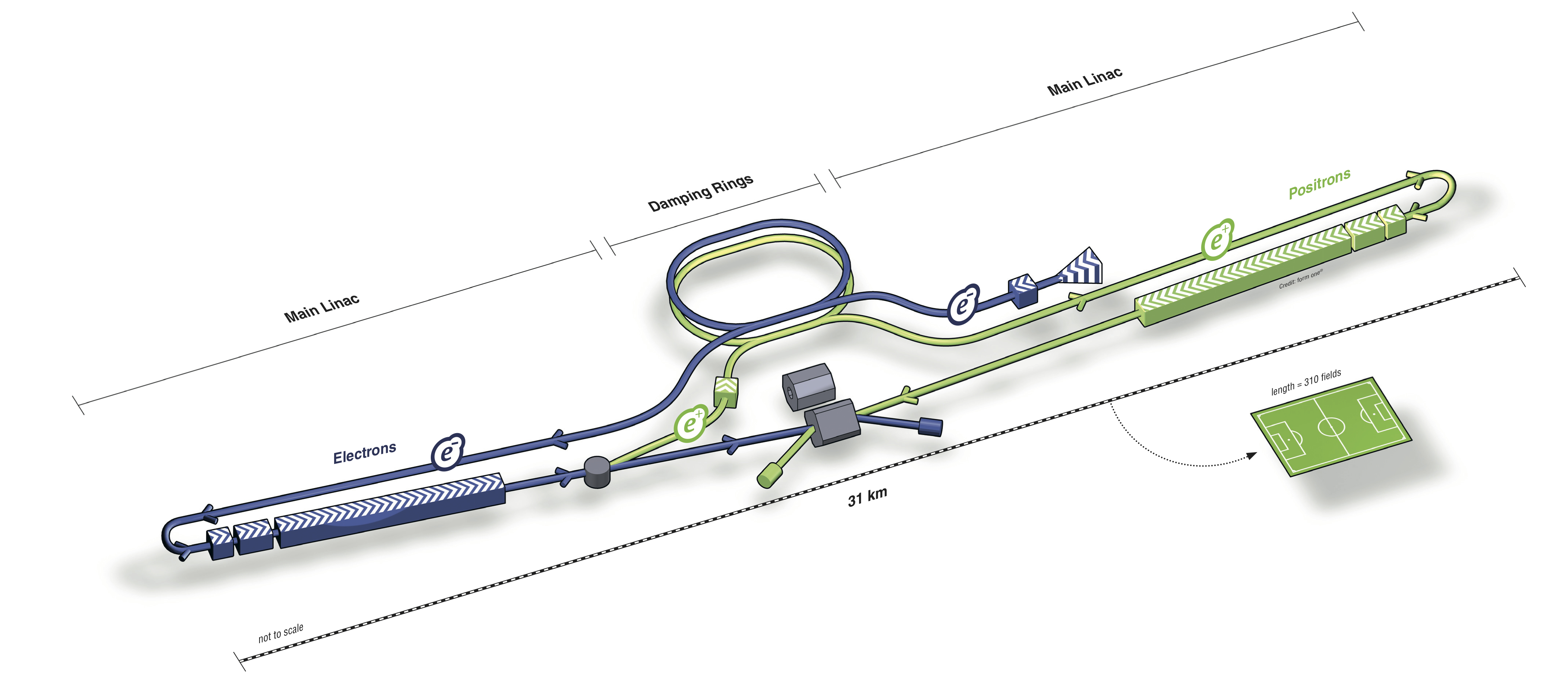
Vue schématique de l'International Linear Collider, un accélérateur de particules prévu pour compléter les résultats de recherche du Large Hadron Collider (LHC) au CERN.

L’International Linear Collider (ILC) est un projet d'accélérateur linéaire de particules proposé pour succéder au grand collisionneur de hadrons. Il est conçu pour atteindre une énergie de collision de 500 GeV initialement. Le site actuellement envisagé se trouve à Iwate au Japon.